# Gaius Licinius Mucianus
Gaius Licinius Mucianus war ein römischer General und Politiker im 1. Jahrhundert n. Chr.

## Leben
Mucianus trat zum ersten Mal als Suffektkonsul, wohl im Jahr 64, in Erscheinung. Er wurde später zum Statthalter der Provinz Syria ernannt. Dort bekämpfte er den Jüdischen Aufstand, allerdings ohne Erfolg, weshalb Vespasian nach Judaea geschickt wurde, um den Aufstand niederzuschlagen. Anfänglich kam es zwischen Mucianus und Vespasian zu Spannungen, weil Mucianus sich gegenüber dem Feldherrn Vespasian als Statthalter zurückgesetzt fühlte.
Nach dem Tod des Kaisers Nero und dem Ausbruch des Bürgerkriegs („Vierkaiserjahr“) leisteten sowohl Vespasian als auch Mucianus nacheinander den Thronprätendenten Otho und Vitellius den Treueid, planten jedoch insgeheim die Erhebung eines eigenen Kandidaten für das Kaiseramt. Dabei schieden jedoch sowohl der kinderlose Mucianus als auch der verbündete Präfekt von Ägypten Tiberius Iulius Alexander aus, der kein gebürtiger Römer war und nicht dem Senatorenstand entstammte. So wurde Vespasian zum Kaiser ausgerufen und Mucianus mit dem Großteil der römischen Truppen im Ostteil des Reiches, etwa 20.000 Mann, nach Westen gesandt, um Vitellius zu stürzen. Bevor Mucianus jedoch den Hellespont überschritt, hatten sich bereits die Donaulegionen gegen Vitellius erhoben und waren nach Italien gezogen.
Mucianus erreichte Rom kurz nach dem Tod des Vitellius und traf dort auf Marcus Antonius Primus, der für kurze Zeit die Regierungsgeschäfte übernommen hatte. Er beschuldigte Primus, eigenmächtig gehandelt und Gräueltaten begangen zu haben, woraufhin dieser in den Osten zu Vespasian abreiste. Mucianus übernahm nun selbst zusammen mit Vespasians Sohn Domitian die Regierungsgeschäfte, ließ Vespasian vom Senat als rechtmäßigen Kaiser anerkennen und ernannte nach eigenem Gutdünken Konsuln, Statthalter und Präfekten. Außerdem ließ er den gleichnamigen Sohn des Vitellius und den berüchtigten Freigelassenen Asiaticus hinrichten. Den Aufstand des Iulius Civilis an der Rheingrenze schlug er nieder. Beim Eintreffen Vespasians in Rom gab er die Regierungsgeschäfte an ihn ab.
In den Jahren 70 und 72 ist er als Suffektkonsul bezeugt, danach ist nichts Weiteres über ihn bekannt.